# National Human Genome Research Institute
Le National Human Genome Research Institute (NHGRI, « Institut américain de recherche sur le génome humain ») est une institution du gouvernement des États-Unis.
C'est l'un des Instituts américains de la santé. Il a participé au Projet génome humain (Human Genome Project).